# 勒文施泰因-韋爾特海姆-羅森貝格的阿德海德
勒文施泰因-韋爾特海姆-羅森貝格的阿德海德（德語：Adelheid von Löwenstein-Wertheim-Rosenberg，1831年4月3日—1909年12月16日），葡萄牙國王米格爾一世退位後的妻子，兩人於1851年結婚。

## 子女
阿德海德和米格爾共有1子6女：
1. 瑪麗亞·尼維絲（1852年—1941年）
2. 瑪麗亞·特蕾莎（1855年—1944年）
3. 瑪麗亞·荷塞（1857年—1943年）
4. 布拉干薩的阿德根迪絲（1858年—1946年）
5. 瑪麗亞·安娜（1861年—1942年）
6. 瑪麗亞·安東妮亞（1862年—1959年）
7. 米格爾（1867年—1964年）